# Copa Perú 1971
La Copa Perú 1971 fue la edición número 5 en la historia de la competición. El torneo otorgó tres cupos al torneo de Primera División y finalizó el 8 de mayo tras terminar el hexagonal final que tuvo como campeón al FBC Melgar. Con el título obtenido este club lograría el ascenso al Campeonato Descentralizado 1971 junto a Unión Tumán y José Gálvez FBC.

## Etapa Regional
Esta etapa se jugó con 23 equipos luego de la finalización de la "Etapa Departamental" que clasificó al equipo campeón cada Departamento del Perú (excepto la Provincia Constitucional del Callao).

### Región Norte A
| Departamento | Club                   | Ciudad  |
| ------------ | ---------------------- | ------- |
| Cajamarca    | Deportivo Renovación   | Cutervo |
| Lambayeque   | Unión Tumán            | Tumán   |
| Piura        | Unión Deportiva Talara | Talara  |
| Tumbes       | Círculo Rojo           | Tumbes  |

- Clasificado: Unión Tumán

### Región Norte B
| Departamento | Club              | Ciudad   |
| ------------ | ----------------- | -------- |
| Áncash       | José Gálvez FBC   | Chimbote |
| Huánuco      | León de Huánuco   | Huánuco  |
| La Libertad  | Alfonso Ugarte    | Chiclín  |
| Pasco        | Carlos Valdivieso | Atacocha |

- Clasificado: José Gálvez FBC

### Región Oriente
| Departamento | Club             | Ciudad      |
| ------------ | ---------------- | ----------- |
| Amazonas     | Higos Urco       | Chachapoyas |
| Loreto       | CNI              | Iquitos     |
| San Martín   | Cultural Juanjuí | Juanjuí     |

- Clasificado: CNI

### Región Centro
| Departamento | Club                       | Ciudad       |
| ------------ | -------------------------- | ------------ |
| Huancavelica | Sport Machete              | Lircay       |
| Ica          | Construcción Civil         | Chincha Alta |
| Junín        | Asociación Deportiva Tarma | Tarma        |
| Lima         | Social Huando              | Huaral       |

- Clasificado: Social Huando

### Región Sureste
| Departamento  | Club                  | Ciudad           |
| ------------- | --------------------- | ---------------- |
| Apurímac      | Miguel Grau           | Abancay          |
| Ayacucho      | Deportivo Centenario  | Ayacucho         |
| Cusco         | Cienciano             | Cusco            |
| Madre de Dios | Fray Martín de Porres | Puerto Maldonado |

- Clasificado: Cienciano

### Región Sur
| Departamento | Club                 | Ciudad   |
| ------------ | -------------------- | -------- |
| Arequipa     | FBC Melgar           | Arequipa |
| Moquegua     | Social Chalaca       | Ilo      |
| Puno         | Deportivo Salesianos | Puno     |
| Tacna        | Coronel Bolognesi    | Tacna    |

- Clasificado: FBC Melgar de Arequipa

## Hexagonal final
| Equipo          | PJ | PG | PE | PP | GF | GC | DG  | Pts |
| --------------- | -- | -- | -- | -- | -- | -- | --- | --- |
| FBC Melgar      | 5  | 3  | 2  | 0  | 13 | 4  | +9  | 8   |
| Unión Tumán     | 5  | 3  | 1  | 1  | 8  | 6  | +2  | 7   |
| José Gálvez FBC | 5  | 3  | 1  | 1  | 6  | 7  | -1  | 7   |
| CNI             | 5  | 2  | 2  | 1  | 9  | 6  | +3  | 6   |
| Cienciano       | 5  | 1  | 0  | 4  | 8  | 9  | -1  | 2   |
| Social Huando   | 5  | 0  | 0  | 5  | 2  | 14 | -12 | 0   |

|  | Campeón y ascenso a Primera |
|  | Ascenso a Primera           |
| \| Jor. \| Fecha \| Estadio \| Ciudad \| Local \| Score \| Visitante \| \| ---- \| ---------- \| -------- \| ------ \| --------------- \| ----- \| --------------- \| \| 1 \| 25-04-1971 \| Nacional \| Lima \| CNI \| 3-0 \| Cienciano \| \| 1 \| 25-04-1971 \| Nacional \| Lima \| FBC Melgar \| 5-1 \| José Gálvez FBC \| \| 1 \| 25-04-1971 \| Nacional \| Lima \| Unión Tumán \| 1-0 \| Social Huando \| \| 2 \| 28-04-1971 \| Nacional \| Lima \| José Gálvez FBC \| 2-2 \| CNI \| \| 2 \| 28-04-1971 \| Nacional \| Lima \| Unión Tumán \| 4-3 \| Cienciano \| \| 2 \| 28-04-1971 \| Nacional \| Lima \| FBC Melgar \| 5-1 \| Social Huando \| \| 3 \| 02-05-1971 \| Nacional \| Lima \| José Gálvez FBC \| 1-0 \| Cienciano \| \| 3 \| 02-05-1971 \| Nacional \| Lima \| CNI \| 2-1 \| Social Huando \| \| 3 \| 02-05-1971 \| Nacional \| Lima \| FBC Melgar \| 1-1 \| Unión Tumán \| \| 4 \| 05-05-1971 \| Nacional \| Lima \| José Gálvez FBC \| 1-0 \| Social Huando \| \| 4 \| 05-05-1971 \| Nacional \| Lima \| Unión Tumán \| 2-1 \| CNI \| \| 4 \| 05-05-1971 \| Nacional \| Lima \| FBC Melgar \| 1-0 \| Cienciano \| \| 5 \| 08-05-1971 \| Nacional \| Lima \| Cienciano \| 5-0 \| Social Huando \| \| 5 \| 08-05-1971 \| Nacional \| Lima \| FBC Melgar \| 1-1 \| CNI \| \| 5 \| 08-05-1971 \| Nacional \| Lima \| José Gálvez FBC \| 1-0 \| Unión Tumán \| |            |          |        |                 |       |                 |
| Jor. | Fecha      | Estadio  | Ciudad | Local           | Score | Visitante       |
| 1 | 25-04-1971 | Nacional | Lima   | CNI             | 3-0   | Cienciano       |
| 1 | 25-04-1971 | Nacional | Lima   | FBC Melgar      | 5-1   | José Gálvez FBC |
| 1 | 25-04-1971 | Nacional | Lima   | Unión Tumán     | 1-0   | Social Huando   |
| 2 | 28-04-1971 | Nacional | Lima   | José Gálvez FBC | 2-2   | CNI             |
| 2 | 28-04-1971 | Nacional | Lima   | Unión Tumán     | 4-3   | Cienciano       |
| 2 | 28-04-1971 | Nacional | Lima   | FBC Melgar      | 5-1   | Social Huando   |
| 3 | 02-05-1971 | Nacional | Lima   | José Gálvez FBC | 1-0   | Cienciano       |
| 3 | 02-05-1971 | Nacional | Lima   | CNI             | 2-1   | Social Huando   |
| 3 | 02-05-1971 | Nacional | Lima   | FBC Melgar      | 1-1   | Unión Tumán     |
| 4 | 05-05-1971 | Nacional | Lima   | José Gálvez FBC | 1-0   | Social Huando   |
| 4 | 05-05-1971 | Nacional | Lima   | Unión Tumán     | 2-1   | CNI             |
| 4 | 05-05-1971 | Nacional | Lima   | FBC Melgar      | 1-0   | Cienciano       |
| 5 | 08-05-1971 | Nacional | Lima   | Cienciano       | 5-0   | Social Huando   |
| 5 | 08-05-1971 | Nacional | Lima   | FBC Melgar      | 1-1   | CNI             |
| 5 | 08-05-1971 | Nacional | Lima   | José Gálvez FBC | 1-0   | Unión Tumán     |

|                      |
| FBC Melgar 1º título |